# Inter gravissimas

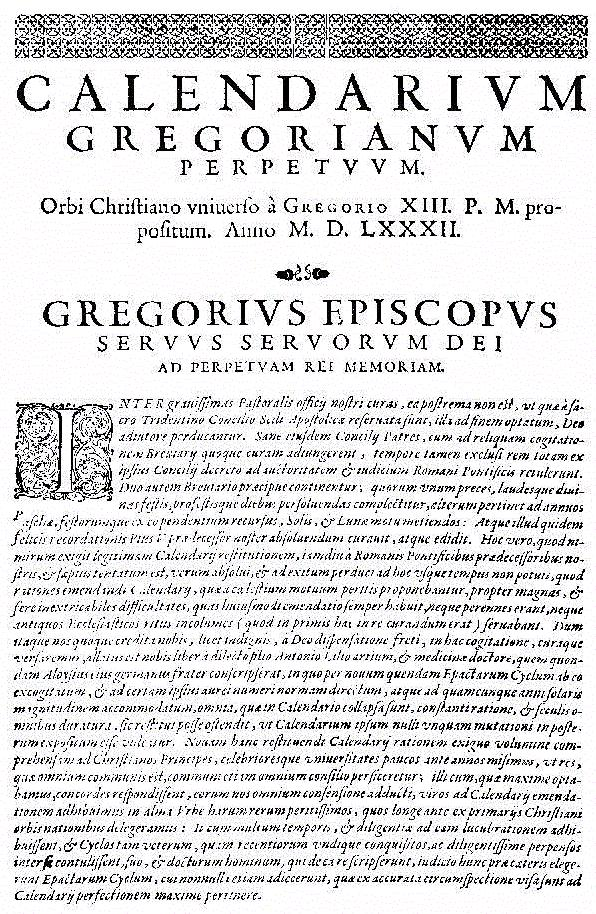
Первая страница папской буллы Inter Gravissimas

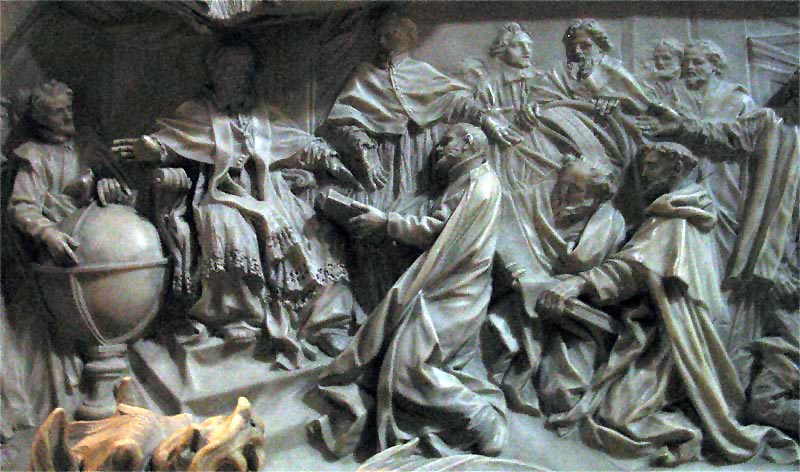
Введение григорианского календаря. Барельеф на могиле папы Григория XIII в Соборе Святого Петра в Риме

Inter gravissimas (в переводе с лат. — «Среди важнейших») — папская булла, выданная папой Григорием XIII 24 февраля 1582 года. Документ реформировал юлианский календарь и создал новый календарь, который получил название григорианского и сейчас используется в большинстве стран мира.
Имя буллы состоит из первых двух слов буллы, которая начинается так: «Inter gravissimas Pastoralis officii Nostri curas …» («Среди наиболее серьёзных обязанностей нашей пастырской службы …»).

## История
Поводом к написанию буллы стало постепенное смещение по отношению к юлианскому календарю дня весеннего равноденствия, по которому определялась дата Пасхи, и рассогласование пасхальных полнолуний с астрономическими. До Григория XIII проект пытались осуществить папы Павел III и Пий IV, но успеха они не достигли. Подготовку реформы по указанию Григория XIII осуществляли астрономы Христофор Клавий и Алоизий Лилий. Результаты их труда были зафиксированы в папской булле, подписанной понтификом на вилле Мондрагоне.

## Описание
Булла подписана «Datum Tusculi, anno Incarnationis dominicæ MDLXXXI, sexto Kalendas Martii, pontificatus nostri anno X.».
Перевод на английский язык:
«Given at Tusculum [now part of Frascati], in the year of the Incarnation of the Lord 1581, sixth calends March [February 24th]; of our pontificate, year 10. [This was signed in 1582 (New Style); it was dated 1581 using the Easter Year style of Florence, which starts a new year on March 25th.]»
Перевод на русский язык:
«Подписано в Тускуле [теперь часть Фраскати], в год воплощения Господня 1581, в шестой день до мартовских календ [24 февраля]; в 10-й год нашего понтификата».
Производимое изменение:
«Quo igitur vernum æquinoctium, quod a patribus concilii Nicæni ad XII Kalendas Aprilis fuit constitutum, ad eamdem sedem restituatur, præcipimus et mandamus ut de mense Octobri anni MDLXXXII decem dies inclusive a tertia Nonarum usque ad pridie Idus eximantur, et dies, qui festum S. Francisci IV Nonas celebrari solitum sequitur, dicatur Idus Octobris, atque in eo celebretur festum Ss. Dionysii, Rustici et Eleutherii martyrum, cum commemoratione S. Marci papæ et confessoris, et Ss. Sergii, Bacchi, Marcelli et Apuleii martyrum; septimodecimo vero Kalendas Novembris, qui dies proxime sequitur, celebretur festum S. Callisti papæ et martyris; deinde XVI Kalendas Novembris fiat officium et missa de dominica XVIII post Pentecostem, mutata litera dominicali G in C; quintodecimo denique Kalendas Novembris dies festus agatur S. Lucæ evangelistæ, a quo reliqui deinceps agantur festi dies, prout sunt in calendario descripti.».
Перевод на английский язык:
So thus that the vernal equinox, which was fixed by the fathers of the [first] Nicene Council at XII calends April [March 21], is replaced on this date, we prescribe and order that there is removed, from October of the year the 1582, the ten days which go from the third before Nones [the 5th] through the day before the Ides [the 14th] inclusively. The day which will follow IV Nones [the 4th], where one traditionally celebrates Saint Francis [of Assisi], shall be the Ides of October [the 15th], and there shall be celebrated this day the festival of the martyred Saints Denis [Bishop of Paris, previously confused with Dionysius the Areopagite], Rusticus [a priest of Denis'], and Eleutherius [a deacon of Denis, feast day October 9 for all three], as well as the memory of Saint Mark, [feast day October 7] pope and confessor, and of the martyred Saints Sergius, Bacchus, Marcellus and Apuleius [feast day October 7]. There shall be celebrated the following day, seventeenth calends November [October 16th], the festival of Saint Callistus [I], pope and martyr [feast day October 14]; and then shall come XVI calends November [October 17th], the office and the mass of the 18th Sunday after Pentecost; the Sunday letter shall pass from G to C. Finally shall come the place of the fifteenth calends November [October 18th], the festival of Saint Luke the evangelist [feast day October 18], after which will follow one another the other feastdays, in the way they are described in the calendar.
Перевод на русский язык:
А посему с целью вернуть весеннее равноденствие на его прежнее место, каковое отцы [первого] Никейского собора установили на 12-й день перед апрельскими календами [21 марта], мы предписываем и повелеваем касательно месяца октября текущего 1582 года, чтобы десять дней, от третьего дня перед нонами [5 октября] до кануна ид [14 октября] включительно, были изъяты.
День, который будет следовать за 4-м днём до нон [4 октября], когда традиционно празднуется день святого Франциска [Ассизского], должны быть иды [15 октября], и будет отмечаться праздник святых мучеников Дионисия [епископ Парижа], и Елевферия, диакона Дениса, праздник 9 октября для всех трёх, а также память святого Марка, [праздник 7 октября] папы и духовника, и святых мучеников Сергия, Вакха, Марцелла и Апулея [праздник 7 октября].
Будет отмечаться на следующий день, в семнадцатый день до ноябрьских календ [16 октября], праздник святого Каллиста, папы и мученика, [14 октября], а затем наступит 16 день до ноябрьских календ [17 октября], 18-я неделя по Пятидесятнице.
Наконец придёт на место пятнадцатый день до ноябрьских календ [18 октября], праздник Святого Луки Евангелиста [праздник 18 октября], после чего будут следовать один за другим другие праздники, как они описаны в календаре.
Целью буллы было «восстановить» календарь так, чтобы сезонные события, важные для расчёта даты Пасхи, вернулись в «нужные места», и можно было бы предотвратить их смещение в дальнейшем. Булла определяет три необходимых пункта для правильного определения даты Пасхи: правильное размещение весеннего равноденствия; правильный расчёт «14-го дня Луны» (полнолуния) в день или сразу после весеннего равноденствия или; и первое воскресенье, которое следует после полнолуния.
Во-первых, булла поправила календарь так, что весеннее равноденствие стало около 21 марта, где оно было во время Никейского собора (20 мая — 25 августа 325 года). Для этого потребовалось исключить из календаря десять дней. Во-вторых, булла сделала 14-й день Луны соответствующим реальной полной Луне, удаляя «четыре дня и больше». Это позволило восстановить даты Пасхи, установленные Никейским собором.
Булла вводила изменения в календарные правила для того, чтобы в будущем весеннее равноденствие и 14-й день Луны, и, следовательно, Пасха, не уходили от дат, установленных Никейским собором.
Изменения по отношению к юлианскому календарю были следующими:
1. удалялись 10 дней (только в 1582 году) — после 4 октября 1582 года должно последовать 15 октября 1582 года (пункт 7);
2. сокращение количества високосных годов — вековые годы, такие как 1700, 1800 и 1900, перестали быть високосными годами, а годы, которые можно разделить на 400, например, 1600 и 2000 годы, продолжали быть високосными (пункт 9);
3. новые таблицы определения даты Пасхи должны быть вычислены с использованием даты весеннего равноденствия 21 марта по новому календарю (пункт 10).

## Введение григорианского календаря
Реформы Григория XIII были приняты в католической церкви, но булла не имела никакой власти за пределами католической церкви и Папской области. Текст буллы признавал это и поэтому включал обращение к гражданским властям («короли, принцы и республики»), он «просит», «призывает» и «рекомендует» изменение календаря, так как изменение календаря имеет юридическую силу только после принятия его гражданскими властями в каждой стране.
Даты введения в различных странах григорианского календаря см. Григорианский календарь.
Никейский Собор 325 года стремился разработать правила, по которым все христиане будут праздновать Пасху в один день. На самом деле прошло много времени, прежде чем христиане-католики достигли этой цели. Григорианский календарь, который не сразу был принят во многих европейских странах, стал законом для католической церкви. Он не был признан, однако, протестантской церковью и православной церковью. Поэтому различные христианские Церкви отмечают Пасху в разные дни.